# Lgota Wielka (województwo łódzkie)
Lgota Wielka – wieś gminna w Polsce położona w województwie łódzkim, w powiecie radomszczańskim, w gminie Lgota Wielka.
Po II wojnie światowej siedziba gminy Brudzice. W latach 1975–1998 miejscowość administracyjnie należała do województwa piotrkowskiego.

## Położenie i gospodarka
Lgota Wielka leży w zachodniej części powiatu radomszczańskiego, w odległości 13 km od Radomska i 8 km od międzynarodowej trasy szybkiego ruchu E-75 Cieszyn, Częstochowa, Łódź, Toruń, Gdańsk. W 2007 Lgotę zamieszkiwało 636 mieszkańców, którzy w większości zajmowali się rolnictwem. Pozostali znaleźli zatrudnienie w Radomsku i Bełchatowie m.in. w Kopalni Węgla Brunatnego i Elektrowni Bełchatów oraz na terenie gminy i powiatu radomszczańskiego. Lgota posiada własną oczyszczalnię ścieków, do której odprowadzane są nieczystości z dwóch skanalizowanych wsi: Lgoty i Brudzic. W Lgocie znajduje się również szkoła podstawowa oraz gimnazjum.

## Ulice Lgoty Wielkiej
Główną ulicą miejscowości jest ulica Radomszczańska, która przechodzi od wschodu na zachód o długości 1,6 km.
Innymi głównymi ulicami są: Szkolna, Słoneczna, Strażacka, Zalesicka, Polna, Cmentarna, Kościelna, Rolna.

## Edukacja i kultura
- przedszkole,
- szkoła podstawowa im. Marii Konopnickiej
- Klub Seniora,
- Gminna Biblioteka Publiczna,

### Media
NTL – Niezależna Telewizja Lokalna. Regionalna stacja telewizyjna, nadająca w okolicach Radomska. Od 1994 roku stacja należała do TED, a od 14 grudnia 2005 roku należy do ITI. Telewizja nadaje informacje i wiadomości kulturalne dla powiatu radomszczańskiego w tym dla miejscowości Lgota Wielka i jej gminy.

### Kluby sportowe
- "Piast" Krzywanice.
- „Start” Lgota Wielka.
- "Victoria" Woźniki

### Stok narciarski
W odległości 18 kilometrów od Lgoty Wielkiej znajduje się Góra Kamieńsk, sezonowy ośrodek narciarski. Główna trasa ma długość 760 metrów i jej szerokość waha się od 30 do 150 m, a różnica wzniesień to 123 m. Cały stok jest oświetlony, sztucznie naśnieżany, ratrakowany, a u jego podnóża czeka na narciarzy pełne zaplecze gastronomiczne, sanitarne oraz parking dla samochodów.
Na narciarzy czeka: czteroosobowa kolej linowa z ruchomym chodnikiem o przepustowości około 2000 os./h.
Wyciąg talerzykowy o długości ok. 700 metrów i przepustowości ok. 800 os./h
Na miejscu można wypożyczyć sprzęt narciarki i snowboardowy. Działa również szkółka narciarska.
Nad bezpieczeństwem narciarzy na Górze Kamieńsk codziennie czuwa przynajmniej dwóch ratowników GOPR.

### Komunikacja
Lgota Wielka posiada bezpośrednie połączenia autobusowe PKS z miejscowościami: Kleszczów, Radomsko, Bełchatów, Pajęczno, Sulmierzyce, Łódź, Częstochowa.
Dodatkowo z Radomska kursuje linia miejska nr 25.
 biegnie Łódzka Magistrala Rowerowa N-S

## Sąsiednie gminy
- Gmina Kleszczów,
- Gmina Dobryszyce,
- Gmina Ładzice,
- Gmina Strzelce Wielkie,
- Gmina Sulmierzyce.

## Przyroda
W obrębie Lgoty Wielkiej znajduje się kilka zwartych obszarów leśnych w kierunku Kleszczowa, Radomska, Wiewca oraz Woli Jedlińskiej. W lasach występują zwierzęta: dziki, sarny, zające, kuropatwy, bażanty, jastrzębie, które można spotkać również na łąkach i polach uprawnych w Lgocie. Pozostały obszar wokół Lgoty to pola uprawne, sady lub nieużytki rolne.

## Historia Lgoty Wielkiej i Parafii Św. Klemensa
Rozpoczynając opis dziejów Lgoty Wielkiej, należy cofnąć się do XII w. Ziemie lgockie były pokryte lasem. Osadnicy, dokonując ciężkiej pracy karczunkowej, w miejscu byłego lasu zakładali osadę, i tym samym otrzymywali oni zwolnienie z czynszów oraz z robocizny na rzecz dziedzica wsi. Takie zwolnienie było czynione w celu przyspieszenia wzrostu gospodarczego miejscowości. Powstałe w ten sposób osady były nazywane między innymi Lgotami. Etymologicznie termin „lgota” jest zamienny z terminem „wola” i znaczy ulga lub wolność.
Pierwsza wzmianka o wiosce Lgota Wielka pochodzi z 1386 roku, kiedy to w aktach ziem sieradzkich został wymieniony dominus Iacus de Lgotha. W roku 1400 wieś Lgota Wielka należała do Elżbiety z Kruszyny, która wychodząc za mąż za Michała Borowna wniosła mu ją w posagu. Lgota Wielka stanowiła więc własność szlachecką. W wyniku rozrastania się wsi i występowania dużych odległości do okolicznych kościołów parafialnych dziedzic Lgoty Wielkiej, zmuszony był podjąć odpowiednie kroki w kierunku utworzenia parafii. Nie zachowały się żadne dokumenty, informujące o danych personalnych dziedzica Lgoty Wielkiej, który powołał do istnienia parafię.
Jednym z podstawowych zadań przy tworzeniu lokalnego Kościoła było wytyczenie granic neoparafii. Od początku istnienia parafii lgockiej (1354 r.) nie zachowały się żadne dokumenty, informujące o zasięgu neoparafii. Korzystając jednak z wiadomości, które zostały przekazane przez późniejsze źródła historyczne, można odtworzyć z dużym prawdopodobieństwem granice nowej placówki duszpasterskiej. Objęła ona następujące miejscowości: Bieliki, Brudzice, Długie, Lgota Wielka, Wiewiórów, Wola Blakowa i Woźniki. Z racji na zaludnienie wiosek, wchodzących w skład Kościoła w Lgocie Wielkiej nie była to zbyt duża parafia. Raczej zaliczano ją w poczet parafii przeciętnych, które w XIV i XV w. liczyły ok. 300-600 wiernych. Tak uposażona parafia lgocka miała obowiązek zapewnić własnemu duszpasterzowi środki materialne do godziwego życia, a nad to duchowny posiadał także dział ziemi, który zapewniał mu stałe dochody. Nie wiadomo, jakie imię nosił pierwszy duchowny Kościoła lgockiego. Znaleziono jednak w dokumentach radomszczańskich z lat 1397-1413 wzmianki o dziedzicach Lgoty kolejno: Mieczysław z Lgoty, Kanimir z Lgoty i Cztan z Lgoty.

## Kościół w Lgocie Wielkiej
Kościół parafialny pod wezwaniem św. Klemensa. Obecny kościół został wzniesiony w 1767, restaurowany w 1869 roku. Kościół jest drewniany konstrukcji zrębowej. Jednonawowy, z węższym prezbiterium zamkniętym wielobocznie, przy którym zakrystia od południowej części od 1869; przy nawie kruchta od zachodniej części od 1871 roku. Świątynia posiada dwuspadowy dach, lekko załamany. Ołtarze pochodzą z pierwszej połowy XIX w. z obrazami z tegoż czasu. Kościół posiada też dwa krucyfiksy z XVIII w oraz ornat z haftowanymi przedstawieniami: Ukrzyżowania (z XVII wieku) oraz Matki Boskiej z Dzieciątkiem i Świętymi (z ok. XVI wieku).
Według rejestru zabytków NID kościół wpisany jest na listę zabytków (nr rej.: 737 z 27.12.1967).
W 2007 roku przeprowadzono remont zabytkowego kościoła współfinansowany przez Ministerstwo Kultury i Dziedzictwa Narodowego.

### Dane historyczne kościoła
Miejscowość Lgota Wielka w XIV w. była położona w południowych granicach archidiecezji gnieźnieńskiej. Była własnością szlachecką, więc zgodnie z ówczesnymi zwyczajami prawa patronatu, na dziedzicu wsi w 1354 r. zaciążył m.in. obowiązek wybudowania świątyni. Wznoszenie kościoła parafialnego nie było łatwym przedsięwzięciem. Należało przy tym uwzględnić wiele czynników i okoliczności, wśród których przeważała monumentalność budowli, wyrażająca się m.in. w dużych rozmiarach, symbolizujących wielkość Boga. Oprócz kształtu kościoła zwracano także uwagę na jego lokalizację. Wybór odpowiedniego miejsca na budowę świątyni musiał odpowiadać wymogom dostępności, a więc zajmowała ona przeważnie centralne położenie w stosunku do ruchu lokalnej ludności. Nadto, aby podkreślić wyniosłość kościoła, starano się go budować na pagórkach. Wszystkie te czynniki miały za zadanie podnieść wielkość i ważność religii w życiu wiernych oraz zapewnienie parafianom łatwego dostępu do świątyni, aby bez większych problemów wypełniali należycie obowiązki czynnego uczestniczenia w życiu Kościoła.
Nie zachowały się żadne wzmianki o pierwszym dziedzicu, który posiadał ius patronatus w Lgocie Wielkiej. Wiadomo natomiast, że pierwotny kościół lgocki zbudowany był z drewna. Materiał ten był łatwo dostępny, gdyż lasów w rejonie Lgoty Wielkiej nie brakowało, zaś sztuka budowania z drewna była łatwa i dość rozpowszechniona. Prawdopodobnie kościół ten był zbudowany na planie prostokąta z węższym prezbiterium. Posiadał jedną nawę o rozmiarach ok. 70 m kwadratowych. Wielkość nawy odpowiadała przyjętym w owym czasie wzorcom budowlanym. Nadto kościół lgocki był orientowany. Forma kościołów w tym okresie i regionie radomszczańskim była prosta, bezwieżowa i jednolita. Ściany były szalowane pionowo zestawionymi deskami, natomiast dach był kryty gontem. Kościół lgocki w początkowym okresie swego istnienia nie posiadał żadnych przybudówek.
Pierwsza wzmianka o kościele parafialnym w Lgocie Wielkiej pochodzi z 1462 r., a wymieniona została w aktach konsystorza gnieźnieńskiego. Była to świątynia wysoka i bogato zdobiona. Posiadała wewnątrz 3 ołtarze: Najświętszej Maryi Panny, św. Klemensa Rzymskiego i św. Antoniego z Padwy. Na początku XVI w. akta wizytacyjne wspomniały jedynie, że kościół parafialny w Lgocie Wielkiej był zbudowany z drewna. Patronat kościelny w ówczesnym czasie należał do trzech rodów szlacheckich: Golińskich, Zaleskich i Wolskich. Prawdopodobnie kościół w parafii lgockiej w XVI w. nie odbiegał zasadniczo od ogólnie przyjętego stanu kościołów, zlokalizowanych na wsi. Biorąc pod uwagę dane wyposażenia kościołów parafialnych archidiakonatu wieluńskiego w sprzęt kościelny, przekazane przez akta wizytacji Jana Łaskiego, można z dość dużym prawdopodobieństwem odtworzyć stan wyposażenia w sprzęt kościelny szesnastowiecznego kościoła parafialnego w Lgocie Wielkiej. Ze sprzętu kościelnego można było spotkać w świątyni lgockiej ampułki, chorągwie, dzbany na wino, dzwony, kielichy, komże, korporały, krzyże, monstrancje, obrusy i ornaty.
W XVII w. zmienił się nieco kształt kościoła parafialnego w Lgocie Wielkiej. Od południowej strony świątyni w 1614 r. została dobudowana kaplica pod wezwaniem św. Anny. Fundusze na budowę tej kaplicy były przeznaczone przez dziedzica wsi Brudzice, Kazimierza Jackowskiego, który dodatkowo bardzo bogato ją wyposażył. W kaplicy znajdował się ołtarz (altare) św. Anny. Oprócz tego ołtarza, w nawie kościoła parafialnego nadal były umieszczone trzy ołtarze: (1) główny, znajdujący się w prezbiterium – Najświętszej Maryi Panny, (2) boczny, z prawej strony – św. Klemensa i (3) boczny, z lewej strony – św. Antoniego. W głównym ołtarzu, tuż nad tabernakulum, znajdował się barokowy obraz z połowy XVI w., przedstawiający Matkę Bożą, trzymającą na lewej ręce małego Jezusa. Obraz ten był malowany farbą olejną na płótnie i desce. Nie zachowały się żadne ślady wskazujące na dokładną datę sprowadzenia obrazu do kościoła parafialnego w Lgocie Wielkiej. Wiadomo natomiast, że w drugiej połowie XVII w. był już w parafii lgockiej. Obraz ten był nazywany przez wiernych obrazem Matki Bożej Różańcowej, a wśród miejscowego ludu uważany był jako słynący łaskami (imago voce populi gratiosa). W kościele lgockim, w ołtarzu św. Klemensa, znajdował się jeszcze jeden obraz, przedstawiający Biczowanie Pana Jezusa. Obraz ten był namalowany farbami olejnymi na płótnie w stylu barokowym. Oprócz tych obrazów w kościele parafialnym w XVII w. znajdował się także biały ornat ze stułą, który powstał w Polsce w poł. XVI w. Stan lgockiej świątyni z upływem czasu ulegał coraz znacznemu zniszczeniu. W 1683 r. wymagała ona już gruntownego remontu.
Wydaje się wielce prawdopodobnym, iż na początku XVIII w. kościół parafialny w Lgocie Wielkiej został poddany pewnym przeobrażeniom. Świątynia zmieniła nieco swój kształt i rozmiary. Podczas prac remontowych, od północnej strony kościoła, została dobudowana zakrystia.
Do pierwszej połowy XVIII w. zaszły zmiany w zewnętrznym stanie lgockiego kościoła parafialnego, a także powiększyła się ilość sprzętu kościelnego. W 1733 r. została pobita gontami część dachu na świątyni. W czasie potężnej wichury, przeddzień liturgicznego wspomnienia św. Tomasza Apostoła w 1738 r. został uszkodzony lgocki budynek sakralny. Po wykonaniu niezbędnych prac remontowych, wzniesiono również w 1741 r. na dachu kościelnym wieżę, a dwa lata później odrestaurowano krużganki świątynne, które wraz z zakrystią pokryto nowym gontem.
W drugiej połowie XVIII w. kolatorem kościoła lgockiego był burgrabia grodzki w Piotrkowie i komornik graniczny w Wieluniu Tomasz Nałęcz Russyan, dziedzic Brudzic. Podczas wizytacji generalnej, przeprowadzonej przez prałata Franciszka Grochowalskiego w 1763 r., stan kościoła parafialnego został określony jako bardzo zły. Stwarzał on niebezpieczeństwo dla gromadzonych w nim wiernych, gdyż w każdej chwili mógł grozić zawaleniem. Władze diecezjalne starały się przez ponaglające pisma wpłynąć na kolatora kościoła, aby przeprowadził gruntowny remont świątyni lgockiej. W wyniku ponagleń kolator Tomasz Nałęcz Russyan w 1767 r. odrestaurował kościół parafialny w Lgocie Wielkiej. Podczas prac remontowych została rozebrana kaplica św. Anny. W dniu 30 lipca 1769 r. odnowiona świątynia w Lgocie Wielkiej została uroczyście konsekrowana przez biskupa adrateńskiego, kanonika gnieźnieńskiego Ignacego Kozierowskiego, proboszcza mstowskiego, prepozyta i oficjała radomskiego.
Dziesięć lat po uroczystym poświęceniu kościoła parafialnego zakrystia została pobita gontem. Już wtedy dość źle przedstawiał się stan drewnianej podłogi w kościele i zakrystii. Wewnątrz budynku sakralnego znajdowały się wciąż te same 3 ołtarze, a dodatkowo został postawiony ołtarz św. Anny, który był przeniesiony z rozbudowanej kaplicy. Pomimo przeprowadzenia renowacji kościoła lgockiego, stan jego znacznie się pogarszał. Odnowieniem świątyni parafialnej zajął się ok. 1785-1790 r. nowy dziedzic Brudzic, kolator Jacek Russyan, szambelan i sędzia graniczny w Wieluniu. Zgromadziwszy potrzebne fundusze, przebudował chór i organy oraz sprowadził z Piotrkowa drewno i obił nim cały kościół, „zakrywając starą jego fasadę”. Całym tym przedsięwzięciem kierował Mateusz Stejner. Wprowadził on w późniejszym czasie nieco zmian do pierwotnie przyjętych zamierzeń remontowych, co wywołało jawny sprzeciw nowego proboszcza ks. Tomasza Dzwonkowskiego. Miał wtedy m.in. ulec przekształceniu główny ołtarz, jednak prób tych zaniechano. Z niewiadomych przyczyn zostały wstrzymane wszelkie prace remontowe.
Wśród przedmiotów kościelnych w drugiej poł. XVIII w. pojawiła się m.in. chrzcielnica. Była ona wykonana ze srebrzonego drewna, a utrzymana w stylu barokowym. Pod pokrywą w kształcie stożka miała drewniane okrągłe przykrycie, na którym był wyżłobiony napis: „A.D. 1685”. Prawdopodobnie przykrycie to stanowiło pozostałość po dawnej chrzcielnicy.
Nieco lepiej przedstawiał się stan kościoła w 1810 r. Została założona, prawdopodobnie przez ks. Mikołaja Lefranca, drewniana podłoga. Na południowej ścianie świątyni znajdowały się 4 okna, a wewnątrz 3 ołtarze, zwane starożytnymi. Pod głównym ołtarzem był ulokowany murowany grobowiec, natomiast krypta pod jednym z bocznych ołtarzy została już zamurowana. Wybudowano chór, na którym znajdowały się nowo zrobione dziewięciogłosowe organy. Organy te były wykonane z drewna i brązu w stylu barokowym. Były zbudowane w kształcie trzech wieżyczek, umieszczonych na cokole. Wieżyczka środkowa była nieco wyższa na łuku i miała profilowany gzyms, pilastry po bokach i kotary. Wieżyczki boczne (bliźniacze) były umocowane na trójkątnych podstawach i posiadały również profilowany gzyms, pilastry i kotary. Pomiędzy wieżyczkami znajdowało się pole piszczałkowe, nad którym rozciągało się zadaszenie z gzymsem. Posiadały ręczny napęd miechów z wiatrownicami klapowymi.
W okresie administracji w parafii lgockiej ks. Jana Gorelskiego, przed 1826 r. postawiono, od północnej strony kościoła, drewnianą zakrystię. Cała świątynia parafialna w 1826 r. została otaksowana w Towarzystwie Ogniowym na sumę w wysokości 6000 zł. W tym także roku, staraniem proboszcza, odnowiono drewnianą podłogę w kościele. Wewnątrz świątyni znajdowały się 3 ołtarze: główny Matki Bożej Różańcowej oraz boczne (z prawej strony) św. Klemensa i (z lewej strony) św. Barbary. Ponadto na wyposażeniu zakrystii była stara mensa z czterema szufladami.
Stan lgockiej świątyni parafialnej bez żadnych gruntownych zmian dotrwał do 1869 r., kiedy to proboszcz ks. Tomasz Zakrzewski „przy pomocy parafian ściany wyprostował, słupami na śruby umocował, deskami zewnątrz i wewnątrz oszalował, dach gontami pobił i wiele innych robót celem uchronienia budowy od upadku dokonał”, a od strony zachodniej kościoła dobudował kruchtę. Przeprowadził on także renowację głównego ołtarza. Po odnowieniu ołtarz był roboty stolarsko-snycerskiej, skromnych rozmiarów, w stylu korynckim, w białym kolorze, lakierowany, z całą ornamentyką złoconą. W ołtarzu znajdował się stary obraz olejny Matki Bożej Różańcowej. Obraz ten był przybrany w pozłacaną suknię, a na głowach Matki Bożej i Pana Jezusa były korony. Na tle z sukna amarantowego znajdowało się 12 pozłacanych gwiazd. W tymże ołtarzu na zasuwie był umieszczony obraz Matki Bożej Różańcowej, namalowany w 1869 r. przez warszawskiego artystę malarza Ignacego Jasińskiego. W 1870 r. kościół parafialny został wyposażony w nową czworokątną wieżyczkę, która była wysoka na 6 łokci i posiadała 4 okienka. Wieżyczkę tę zakończono blaszaną kopułą z latarnią i krzyżem.
W 1876 r. wnętrze lgockiej świątyni było okazale pomalowane. Ściany zostały pociągnięte farbą olejną w kolorze szafiru, zaś sufit był barwy perłowej. O wyglądzie tej świątyni tak pisał ks. Marcin Kochański: „Co się tyczy wewnętrznego utrzymania tego kościoła, również nic nie pozostawia do życzenia; a mianowicie bardzo czyściutko jest utrzymywany, cyborium na klucz zamykane, lampę nieustającą przed Najświętszym Sakramentem proboszcz teraźniejszy własnym utrzymuje kosztem. Bielizna kościelna, jak: alby, komże, obrusy itp. czysta cała i schludna. Ornaty, kapy często przewietrzane i dobrze ułożone. Brak tylko w zakrystii mensy dostatecznie obszernej, gdzieby wspomniane aparaty wygodnie pomieścić można. Szafy na bieliznę nie ma całkiem”. Na ołtarzu Matki Bożej Różańcowej w owym czasie po bokach stały dwie drewniane rzeźby, przedstawiające św. Barbarę i św. Jana Chrzciciela.
Oprócz głównego ołtarza, znajdującego się w prezbiterium, w lgockiej świątyni były ustawione 2 boczne ołtarze. Po prawej stronie znajdował się ołtarz św. Klemensa. Był on w kolorze białym, lakierowany i zbudowany w stylu barokowym. Posiadał ornamentacje i boczne skrzydła (złocone) w stylu rococo oraz dwie kolumny w stylu jońskim. W górną jego część wkomponowany był złocony emblemat wiary, nadziei i miłości, zaś poniżej stały dwie figury świętych. W ołtarzu tym znajdowały się 2 obrazy. Na miejscu głównym był umieszczony obraz przedstawiający „Biczowanie Pana Jezusa”, zaś na zasuwie znajdował się obraz św. Klemensa. Po lewej stronie świątyni stał ołtarz św. Barbary. Był on w kolorze białym, lakierowany i zbudowany w stylu barokowo-klasycystycznym. Posiadał ornamentacje i pilastry, przy których stały dwie figury aniołów. W górnej części znajdował się napis „Maryja”, otoczony sześcioma głowami aniołów, a u dołu było, przeniesione z głównego ołtarza, tabernakulum w stylu barokowym, z polichromią i złoceniami, służące do przechowywania Olejów św. w czasie liturgii Wielkiego Tygodnia. Ołtarz ten był wyposażony w 3 obrazy, które przedstawiały św. Antoniego i św. Rocha, a na zasuwie był umieszczony obraz św. Barbary. Te trzy obrazy były namalowane przez warszawskiego artystę malarza Ignacego Jasińskiego.
Ponadto w prezbiterium kościoła, dzięki zaradności ks. Tomasza Zakrzewskiego, wisiały na ścianach 4 nowe obrazy, które wyobrażały Pana Jezusa Dźwigającego Krzyż, Maryję Matkę Bożą, św. Józefa i św. Teresę. Obrazy te były umieszczone w złoconych ramach i za szybami. Również w prezbiterium był zawieszony dwunastoświecowy żyrandol, który ozdabiały licznie zwisające przezroczyste szkiełka. Na ścianie w zakrystii był powieszony olejny portret fundatora świątyni, pod którym widniał napis: „M de G. Thomas de Varochta Nałęcz Russyan Camerarius Granitialis Vielunem: Fundator Ecclesiae hujus Parochialis in Lgota obiit anno 1773”.
W ostatniej dekadzie XIX w. świątynia parafialna w Lgocie Wielkiej przechodziła szereg zmian, związanych zarówno z jej stanem zewnętrznym, jak i wewnętrznym. W tym czasie został pokryty świerkowym gontem cały kościół oraz oszalowano deskami jego szczyt. Nieco później zakonserwowano pokostem wieżyczkę, dach na kościele, zakrystii i kruchcie. Przeprowadzono generalny remont wewnątrz świątyni, polegający na przerobieniu głównego ołtarza, ozłoceniu ołtarza św. Barbary i ambony (z ofiarności Wawrzyńca Sosnowicza z Wiewiórowa), odnowieniu ołtarza św. Klemensa, wycięciu w suficie 8 wentylatorów i przemalowaniu na jasny kolor wszystkich ścian.
Na początku XX w., podczas administracji parafią lgocką ks. Marcina Kochańskiego, na całym kościele została położona cementowa posadzka w ozdobne desenie, w zakrystii zaś sprawiono podłogę drewnianą, a kruchtę powiększono o 68 łokci. Podczas wizytacji parafii lgockiej w dniu 12 maja 1912 r., biskup Stanisław Kazimierz Zdzitowiecki w protokole wizytacyjnym napisał: „Kościółek miejscowy szczupły, drewniany zastaliśmy schludnie i czysto utrzymany. [...] Zakrystię, dzięki staraniom ks. Wawrzyńca Kowalskiego, zastaliśmy należycie zaopatrzoną w aparaty, bieliznę kościelną i inne”.

### Krypta kościelna
Pod kościołem św. Klemensa znajduje się krypta ze szczątkami zmarłych.
Ważną i doniosłą funkcję sakralną na terenie parafii Lgoty Wielkiej spełniał cmentarz. Obszar, na którym się on znajdował, był miejscem świętym (locus sacer). Początkowo cmentarz lgocki był położony na placu wokół kościoła parafialnego i tam składano ciała zmarłych parafian. Jednak oprócz cmentarza miejscem pochówku wiernych były także podziemia świątyni. Z powodu rozporządzenia władz kościelnych z 1230 r. w podziemiach mogły być składane jedynie ciała zmarłych kolatorów lub członków rodzin szlacheckich, zaś tylko za specjalnym zezwoleniem biskupa pod kościołem chowano innych wiernych. Dopiero arcybiskup gnieźnieński Mikołaj Kurowski w 1408 r. dał pozwolenie na składanie w podziemiach świątyni zmarłych dobrodziejów, którzy mieli znaczące zasługi we wspieraniu parafii. Wydaje się bardzo prawdopodobnym, iż pod wybudowanym kościołem parafialnym w Lgocie Wielkiej, od początku jego istnienia, znajdowały się podziemia. Rozciągały się one na całej długości i szerokości kościoła, zaś wejście do nich ulokowane było w głównej nawie tuż przed prezbiterium. Zatem w XV w. w parafii lgockiej zmarli parafianie byli chowani na cmentarzu wokół kościoła i pod podłogą w kościele.
Dzieje pochówku w parafii Lgota Wielka na przestrzeni wieków dowiodły, iż grzebanie zmarłych miało dość urozmaiconą formę, która z czasem stawała się bardziej jednolita. Wraz z końcem XIX w. skończył się zwyczaj składania zmarłych pod podłogą kościoła parafialnego – w krypcie. Wszystkie pogrzeby w XX w. rozpoczynały się nabożeństwem żałobnym w świątyni lgockiej, a następnie w kondukcie żałobnym przechodzono na cmentarz, który znajduje się w odległości 1 km od kościoła.
Obecnie wejście do krypty znajduje się za prezbiterium o wymiarach około 50 cm na 90 cm i jest niedostępne dla publiczności.
Wcześniej krypta miała trzy wejścia: od zewnątrz kościoła i od tyłu Głównego Ołtarza, a przed II wojną światową miała wejście obok bocznego prawego ołtarza.
W podziemiach kościoła znajduje się około 15 trumien z dobrze zachowanymi szczątkami zmarłych. Pozostałe są w dalszej części krypty, zasypane częściowo lub w całości.

## Cmentarze
- W miejscowości znajduje się czynny cmentarz parafialny.
- Przez krótki okres przed II wojną światową w Lgocie Wielkiej chowano zmarłych na obecnym terenie osiedla domków jednorodzinnych przy ulicy Słonecznej. Później szczątki przeniesiono na obecny cmentarz parafialny. Dla upamiętnienia tego miejsca wzniesiono krzyż naprzeciwko Zespołu Szkół w Lgocie.

W 2007 roku, kładąc kostkę brukową wokół kościoła, napotykano na szczątki zmarłych. Przypuszczalnie były to szczątki z pozostałego cmentarza usytuowanego wokół świątyni.